# Гомстед (Міссурі)
Гомстед (англ. Homestead) — селище (англ. village) в США, в окрузі Рей штату Міссурі. Населення — 192 особи (2020).

## Географія
Гомстед розташований за координатами 39°21′48″ пн. ш. 94°12′2″ зх. д. / 39.36333° пн. ш. 94.20056° зх. д. (39.363223, -94.200536).  За даними Бюро перепису населення США в 2010 році селище мало площу 0,41 км², уся площа — суходіл.

## Демографія
Згідно з переписом 2010 року, у селищі мешкало 185 осіб у 71 домогосподарстві у складі 50 родин. Густота населення становила 450 осіб/км².  Було 77 помешкань (187/км²).
Расовий склад населення:
| - 96,2 % — білих - 1,6 % — чорних або афроамериканців - 1,1 % — корінних американців |

До двох чи більше рас належало 1,1 %. Частка іспаномовних становила 0,5 % від усіх жителів.
За віковим діапазоном населення розподілялося таким чином: 23,2 % — особи молодші 18 років, 57,9 % — особи у віці 18—64 років, 18,9 % — особи у віці 65 років та старші. Медіана віку мешканця становила 42,1 року. На 100 осіб жіночої статі у селищі припадало 101,1 чоловіків;  на 100 жінок у віці від 18 років та старших — 91,9 чоловіків також старших 18 років.
Середній дохід на одне домашнє господарство  становив 44 061 долар США (медіана — 37 500), а середній дохід на одну сім'ю — 50 357 доларів (медіана — 41 667). За межею бідності перебувало 15,6 % осіб, у тому числі 27,0 % дітей у віці до 18 років та 3,0 % осіб у віці 65 років та старших.
Цивільне працевлаштоване населення становило 66 осіб. Основні галузі зайнятості: освіта, охорона здоров'я та соціальна допомога — 31,8 %, виробництво — 19,7 %, мистецтво, розваги та відпочинок — 13,6 %, роздрібна торгівля — 10,6 %.